# 科申布罗赫
科申布罗赫（德語：Korschenbroich，發音：[kɔʁʃn̩ˈbʁoːx] ⓘ）是德国北莱茵-威斯特法伦州杜塞尔多夫行政区诺伊斯莱茵县的城市，面积55.26平方千米，2023年12月31日人口为34,324人。